# Kaira Kwong
Kaira Kwong (龔詩嘉 pinyin Gǒng Shī jiā) est une chanteuse de nationalité Singapourienne, née le 25 juillet 1981 à Shanghai en (Chine).
Elle étudia à l'Université nationale de Singapour. Elle a signé un contrat avec la compagnie taiwanaise HIM International Music.

## Profil
- Taille : 162 cm
- Poids : 47 kg
- Groupe sanguin : AB+
- Études : Université nationale de Singapour

## Discographie

### Albums
1. Kaira, Novembre 2005